# Crama reticulata
Crama reticulata är en stekelart som beskrevs av Galloway 1984. Crama reticulata ingår i släktet Crama och familjen Scelionidae. Inga underarter finns listade i Catalogue of Life.